# Land of the Free II
Land of the Free II es el noveno álbum de la banda alemana de power metal Gamma Ray, publicadoo en 2007 a través de Steamhammer/SPV. Para promocionarlo, Gamma Ray se unió a Helloween en el Hellish Rock Tour, que se celebró durante el 2007 y 2008. La primera edición del CD se lanzó en formato digipack limitado a 30 000 unidades.

## Listado de canciones
Todas las canciones escritas y compuestas por Kai Hansen, excepto las que están indicadas. 
| N.º     | Título                                                     | Escritor(es)    | Duración |  |
| 1.      | «Into The Storm»                                           |                 | 3:47     |  |
| 2.      | «From The Ashes»                                           |                 | 5:26     |  |
| 3.      | «Rising Again»                                             |                 | 0:27     |  |
| 4.      | «To Mother Earth»                                          |                 | 5:11     |  |
| 5.      | «Rain»                                                     | Henjo Richter   | 5:16     |  |
| 6.      | «Leaving Hell»                                             |                 | 4:20     |  |
| 7.      | «Empress»                                                  | Dan Zimmermann  | 6:22     |  |
| 8.      | «When The World»                                           |                 | 5:44     |  |
| 9.      | «Opportunity»                                              | Dirk Schlächter | 7:14     |  |
| 10.     | «Real World»                                               |                 | 5:42     |  |
| 11.     | «Hear Me Calling»                                          | Henjo Richter   | 4:14     |  |
| 12.     | «Insurrection»                                             |                 | 11:13    |  |
| 13.     | «Blood Religion (Live)» (Pista adicional edición japonesa) |                 | 8:11     |  |
| 1:05:18 |                                                            |                 |          |  |

## Músicos
- Kai Hansen, guitarra, voces.
- Henjo Richter, guitarra, teclados
- Dirk Schlächter, bajo.
- Dan Zimmermann, batería.

- Datos: Q2452931